# Обуховский, Валерий Владимирович
Вале́рий Влади́мирович Обуховский (род. 27 апреля 1947, г. Рига, Латвийская ССР) — советский и российский математик, доктор физико-математических наук, профессор.

## Биография
Родился 27 апреля 1947 года в г. Рига, Латвия. В 1950 г. вместе с родителями переехал в Воронеж. В 1962 году поступил в математический класс первого набора средней школы № 58 ( в настоящее время гимназия имени Н. Г. Басова), которую закончил в 1965 году с серебряной медалью. В 1970 году окончил математический факультет Воронежского государственного университета. В 1975 году защитил кандидатскую диссертацию, в 1993 — докторскую. В 1995 году присвоено звание профессора.
C 2011 года по 2024 год возглавлял кафедру Высшей математики физико-математического факультета Воронежского государственного педагогического университета. Соросовский профессор.

## Основные темы научной деятельности
Основные научные интересы лежат в сфере современного многозначного анализа и его приложений. Исследованы вопросы разрешимости нелинейных операторных включений, построения теории топологической степени для различных классов некомпактных многозначных отображений, описания топологической структуры множеств решений. Изучены приложения топологических методов в теории дифференциальных включений. В частности для различных классов полулинейных дифференциальных включений в банаховом пространстве получены теоремы существования решений задачи Коши, периодической задачи, общих краевых задач. Исследованы топологические свойства множеств решений и даны приложения к задачам оптимизации для нелинейных управляемых систем.

## Основные публикации
Книги
- Ю. Г. Борисович, Б. Д. Гельман, А. Д. Мышкис, В. В. Обуховский. Введение в теорию многозначных отображений и дифференциальных включений, Изд. 3-е, М.: ЛИБРОКОМ, 2016.

Статьи
- Борисович Ю. Г., Гельман Б. Д., Мышкис А. Д., Обуховский В. В. Топологические методы в теории неподвижных точек многозначных отображений // Успехи математических наук, 1980, 35, 1, 59-126.
- Борисович Ю. Г., Гельман Б. Д., Мышкис А. Д., Обуховский В. В. Многозначные отображения // Итоги науки и техники ВИНИТИ, Математический анализ, 1982, 19, 127—231.
- Борисович Ю. Г., Гельман Б. Д., Мышкис А. Д., Обуховский В. В. Многозначный анализ и операторные включения // Итоги науки и техн. Сер. Соврем. пробл. мат. Нов. достиж., 29 (1986), 151—211.
- Борисович Ю. Г., Гельман Б. Д., Мышкис А. Д., Обуховский В. В. О новых результатах в теории многозначных отображений. I. Топологические характеристики и разрешимость операторных соотношений // Итоги науки и техн. Сер. Мат. анал., 25 (1987), 123—197.
- Борисович Ю. Г., Обуховский В. В. О задаче оптимизации для управляемых систем параболического типа // Тр. МИАН, 211 (1995), 95-101.
- Борисович Ю. Г., Гельман Б. Д., Мышкис А. Д., Обуховский В. В. Полугруппы разностных операторов в спектральном анализе линейных дифференциальных операторов // Функциональный анализ и его приложения, 1996. Т. 30, № 3. С. 1-11.
- Kamenskii M., Obukhovskii V., Zecca P. Condensing Multivalued Maps and Semilinear Differential Inclusions in Banach Spaces, De Gruyter Series in Nonlinear Anal. and Appl. 7. Walter de Gruyter, Berlin-New York, 2001.
- Valeri Obukhovskii, Pietro Zecca, Nguyen Van Loi, Sergei Kornev, Method of Guiding Functions in Problems of Nonlinear Analysis, Lecture Notes in Math. 2076, Springer, Berlin, 2013.
- A. V. Arutyunov, V. V. Obukhovskii, Convex and Set-Valued Analysis. Selected Topics / Walter De Gruyter, Berlin, 2016. — 201 p.